# Januszowice (Słomniki)
Pour les articles homonymes, voir Januszowice.
Januszowice est une localité polonaise de la gmina de Słomniki, située dans le powiat de Cracovie en voïvodie de Petite-Pologne.